# Silurus microdorsalis
Silurus microdorsalis är en fiskart som först beskrevs av Mori, 1936.  Silurus microdorsalis ingår i släktet Silurus och familjen malfiskar. Inga underarter finns listade i Catalogue of Life.